# Kenobject
Een kenobject of kennisobject is de manier waarop een empirisch voorwerp of verschijnsel wordt beschouwd. De te onderzoeken werkelijkheid kan verschillend worden beschouwd, afhankelijk van wetenschappelijke vakdiscipline, studierichting, gedachte, hypothese, model, theorie of beroep. Zo is de kennis over een stad anders bij een stedenbouwkundige dan bij een socioloog, politicus, politieagent of taxichauffeur. Het object is te onderscheiden van dit kennende subject.
Het begrip kenobject stamt uit de kennistheorie en wetenschapsfilosofie waar pas sinds Immanuel Kant (1724-1804) duidelijk onderscheid wordt gemaakt tussen subject en object, de werkelijkheid als Ding an sich. Het object wordt gezien als de buiten het denken en denkend subject bestaande werkelijkheid.

## Het kenobject van een vakdiscipline
Het kenobject van een gedachte, hypothese, model of theorie is in beginsel onbepaald en kan zich uitstrekken tot alle mogelijke onderwerpen in de realiteit. Het kenobject van een vakdiscipline is echter een vastomlijnde, maar niet vaste, verzameling begrippen, die worden vastgelegd in vakspecialistische woordenboeken.  
Het kenobject van een vakdiscipline heeft de bijzondere betekenis van het geheel van onderwerpen in de realiteit, die in de vakdiscipline besproken worden. Het kenobject van een vakdiscipline kan net als het lexicon van een mens gesplitst worden in elementen en relaties, en kan hiërarchisch gerangschikt worden. 
In de wiskunde zijn de grondvormen sterk geformaliseerd, zoals de getallen in de rekenkunde of getaltheorie, de geometrische vormen in de geometrie, en de soorten relaties en afbeeldingen in de verzamelingenleer. Dergelijke formalisaties worden toegepast in de basisbegrippen van de vakwetenschappen, waarmee enige structuur in de kenobjecten ontstaat. Zoiets kan men weergeven in een semantisch netwerk.